# كواد (علم الفلك)

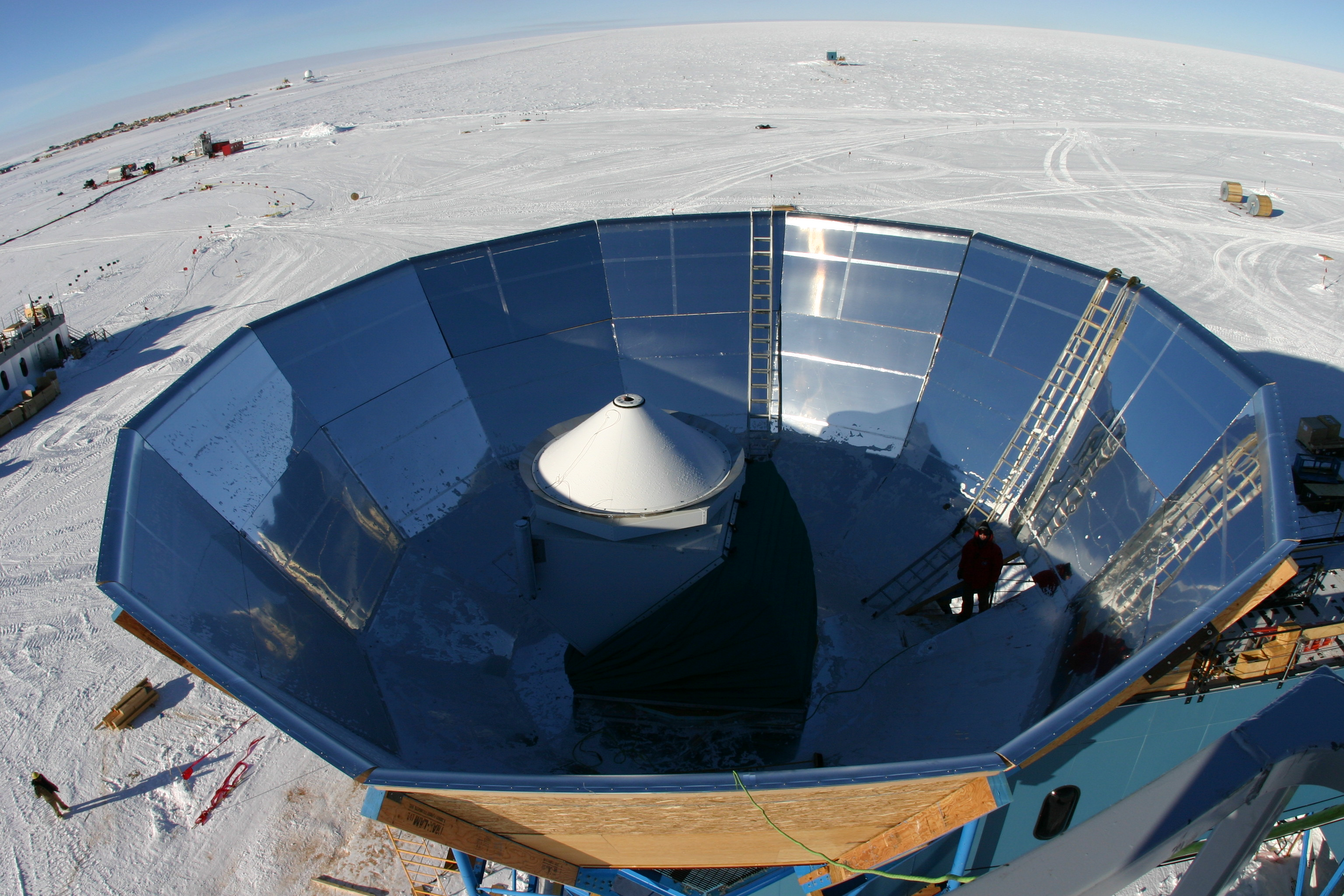
صورة التلسكوب كواد QUaD بالقارة المتجمدة الجنوبية

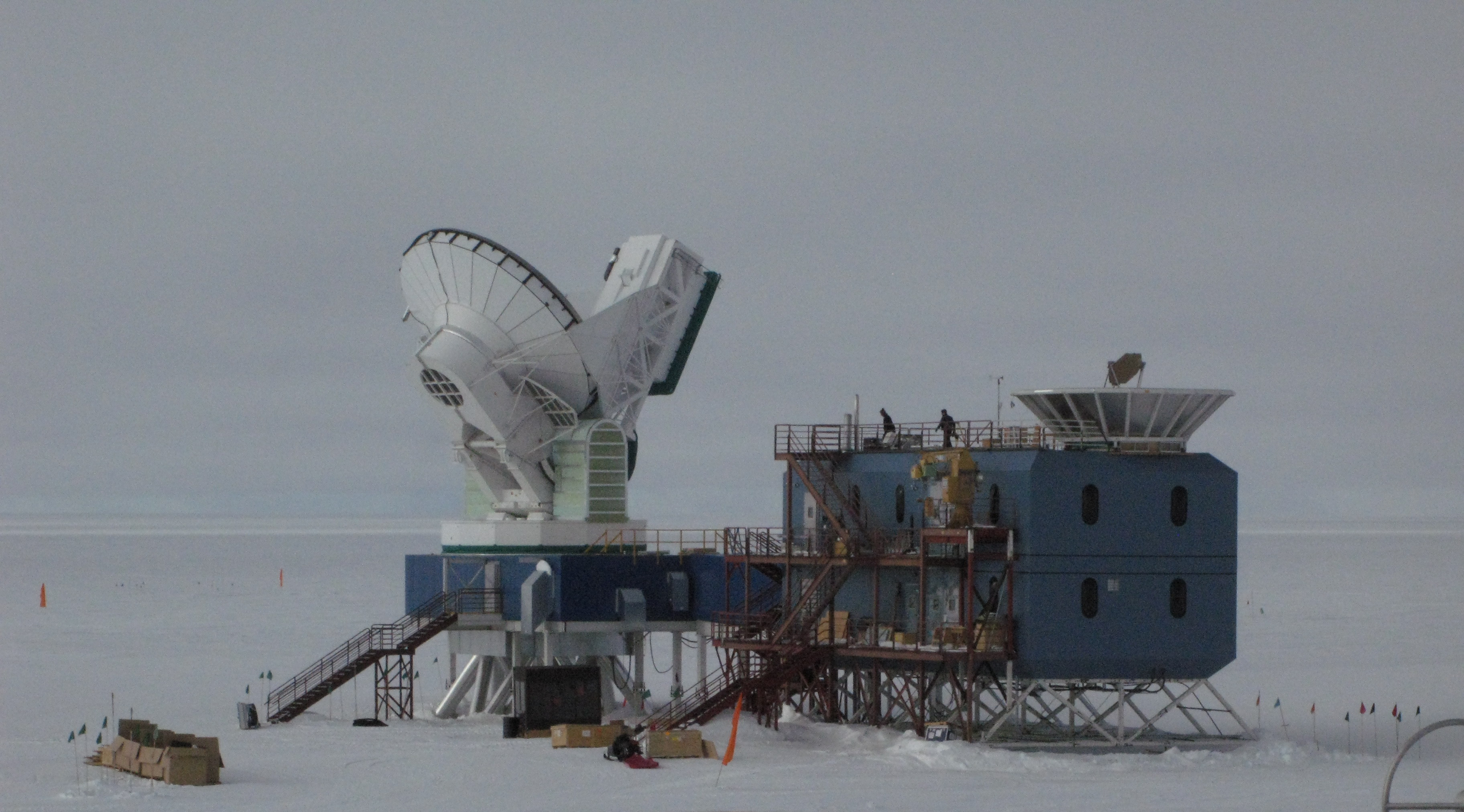
مختبر الجزء المظلم في محطة أموندسن-سكوت بالقطب الجنوبي ، ويبدو في الصورة تلسكوب القطب الجنوبي (إلى اليسار) وتلسكوب كواد (إلى اليمين)

كواد QUaD، هو اسم مختصر لتجربة فلكية تدعى QUEST at DASI، وهي تجربة مبنية على الأرض (وليست على قمر صناعي) لقياس إشعاع الأمواج الصغرية للخلفية الكونية وتعيين استقطاب أشعته. بنيت التجربة في القطب الجنوبي. QUEST (مقراب تحت مليمتري لتعيين مقداري Q و U لإشعاع الأمواج الصغرية للخلفية الكونية) عن تلسكوب يقيس الأشعة الأتية من خارج المجرة في حيز طول الموجة المليمتري والأقصر منها، وهي تستخدم حساسا بولومتر يستطيع قياس حرارة الأشعة ؛ بينما تجربة داسي DASI , فهي تلسكوب تداخل بقدر درجة زاوية قام برصد إشعاع الأمواج الصغرية للخلفية الكونية CMB، واستطاعت قياس استقطاب تلك الأشعة لأول مرة . استخدمت تجربة QUaD الجهاز الموجود في داسي ولكنها استبدلت مصفوف قياس تداخل الاشعة بجهاز بولومتر (يقيس الحرارة مباشرة) موضوع عند نهاية المنظومة البصرية لـ تلسكوب كاسغران. على موقع تلك التجربة بالقارة المتجمدة الجنوبية توجد أيضا مصفوفة بيسيب وكيك منذ عام 2011.
تلك الأرصاد تهدف إلى رصد إشعاع الأمواج الصغرية للخلفية الكونية التي انتشرت في الكون الناشيء بعد نحو 380.000 سنة من الانفجار العظيم وقبل نشأة النجوم والمجرات.

## اقرأ أيضا
- مصور الأشعة الخلفية الكونية
- نمط ب
- مرصد القطب الجنوبي
- انفجار عظيم
- نموذج لامبدا-سي دي إم
- مستكشف الخلفية الكونية
- مسبار ويلكنسون لتباين خواص الأمواج الصغرية